# ひかるファンファーレ
『ひかるファンファーレ』は、田川ちょこによる日本の4コマ漫画作品。『まんがタイムジャンボ』（芳文社）誌上で連載されていた。

## 概要
高校の吹奏楽部を舞台に描かれる、吹奏楽部員たちによる吹奏楽4コマ。
作者自身がチューバを3年間吹いていたこともあり、実体験を中心にリアルな吹奏楽部が描かれていることが最大の特徴。
そのため、他の音楽をテーマとした作品と比較して、音楽や楽器ネタが多い。
作者にとって初の雑誌掲載作品であり、初のコミック。
『まんがタイムジャンボ』（芳文社）誌上で2007年4月号から2010年4月号まで連載された。単行本は全2巻。

## 登場人物
山田ひかる
チューバ担当。
背の低い高校一年生の吹奏楽部員。
顧問より「君にはこの楽器しかない!」と決定されたチューバを担当している。
基本的にドジ体質で、何かとトラブルを呼び寄せる。
チューバの大きさ・重さ・目立たなさ・知名度の低さを頻繁に嘆いているが、同時に愛着も抱いている。
また、非常に重量級のチューバを扱っているため、自然と鍛え上げられ、力が強い。
自宅での練習はマウスピースのみ。
K・シンジという音楽家の大ファン。
料理は苦手らしく、完成物は変な物体として描写されている。
弟がいる。
池森結衣
アルトサックス担当。
元子役で成績も優秀かつほんわかした印象のため、吹奏楽部のアイドル的存在だが、実は腹黒ちゃん。
非常に怪力なのだが、その事は周囲には秘密にし、か弱いふりをしている。
料理は苦手の模様。
ビジュアルでサックスに選ばれたが、実力も高い。
音楽用語に詳しく、黒田と共に他校の演奏を知的に分析したり、ひかるたちの演奏を聴いてズレた音程とリズムを訂正した譜面を起こすこともできる。
秋田出身。
黒田圭吾
トロンボーン担当。
ひかると同学年の寡黙で朴念仁な天才トロンボーン使い。
謎な部分が多い。
裁縫も得意で、料理も達者。
非常に練習熱心だが、それを人前には出さない。
父親がひかるが大ファンであるK・シンジという演奏家のため、幼少期から楽器に触れており、3歳の頃にはトロンボーンを吹けていたらしい。
絶対音感を持っており、音を聞いただけで譜面に起こすことが出来る。
個人的に商店街などの野外コンサートなどにも出演している。
5歳の時には大人の出るコンクールで優勝経験もあり、音楽・服飾のスカウトを頻繁に受けている。
母は同じ高校のOGで、既に亡くなっている。
柳沢真紀
トランペット担当。
ひかるの幼馴染で、同じ吹奏楽部員。
サボり癖があって、いつも男子にモテることを考えている今どきの女子高生。
有名ブランドの楽器ケースを持っていることによる周囲の視線目的で吹奏楽部に入部した。
工藤亮子
ホルン担当。
途中入部の吹奏楽部員。
結衣の幼馴染で、彼女をライバル視している。
結衣を追いかけて田舎（秋田）から上京してきた。
事あるごとに結衣の過去を皆にばらして正体（怪力や腹黒）を明かそうとするが、その度に周囲は結衣にとって都合のよい解釈（いいイメージの解釈）をしてしまう。

## 単行本
- 芳文社より「まんがタイムコミックス」として刊行されている。
  1. 2009年3月22日発行 ISBN 978-4-8322-6725-1
  2. 2010年4月22日発行 ISBN 978-4-8322-6839-5